# La sonnambula (film 1941)
La sonnambula è un film del 1941 diretto da Piero Ballerini.